# Lista de episódios de How to Get Away with Murder
A seguir se apresenta a lista de episódios de How to Get Away with Murder, uma série de televisão na qual apresenta Annalise Keating, uma professora de Direito Penal e advogada de defesa que seleciona um grupo dos seus melhores alunos em sua turma da universidade para trabalharem em seu escritório. How to Get Away with Murder é uma série de drama, mistério e thriller transmitida no canal de televisão ABC, nos Estados Unidos. Desenvolvida por Peter Nowalk, a série é gravada na Filadélfia, Pensilvânia, nos Estados Unidos. O elenco principal da série é constituído por diversos atores. Eles são: Viola Davis, Alfred Enoch, Jack Falahee, Aja Naomi King, Karla Souza, Matt McGorry, Charlie Weber, Liza Weil, Billy Brown e Conrad Ricamora, que respectivamente interpretam Annalise Keating, Wes Gibbins, Connor Walsh, Michaela Pratt, Laurel Castillo, Asher Millstone, Frank Delfino, Bonnie Winterbottom, Nate Lahey e Oliver Hampton.
O primeiro episódio, "Pilot", foi emitido na noite de 25 de setembro de 2014 e foi assistido por 14.12 milhões de telespectadores, um número ótimo para uma estreia de série. Os episódios seguintes também não decepcionaram a nível de audiência. No dia 7 de maio de 2015, a emissora ABC garantiu a série uma renovação para uma segunda temporada. Um dos fatores que deram um ótimo reconhecimento para a série foi a ampla aclamação pela crítica especialista, uma vez que recebeu a avaliação de 68/100 do site agregador de arte Metacritic.

## Resumo
| Temporada | Temporada | Episódios | Episódios | Originalmente exibido  | Originalmente exibido   |
| Temporada | Temporada | Episódios | Episódios | Estreia da temporada   | Final da temporada      |
| --------- | --------- | --------- | --------- | ---------------------- | ----------------------- |
|           | 1         | 15        | 15        | 25 de setembro de 2014 | 26 de fevereiro de 2015 |
|           | 2         | 15        | 15        | 24 de setembro de 2015 | 17 de março de 2016     |
|           | 3         | 15        | 15        | 22 de setembro de 2016 | 23 de fevereiro de 2017 |
|           | 4         | 15        | 15        | 28 de setembro de 2017 | 15 de março de 2018     |
|           | 5         | 15        | 15        | 27 de setembro de 2018 | 28 de fevereiro de 2019 |
|           | 6         | 15        | 15        | 26 de setembro de 2019 | 14 de maio de 2020      |

## Episódios

### 1ª temporada (2014–2015)
| N.º na série | N.º na temp. | Título                                                       | Dirigido por     | Escrito por                            | Exibição original       | Audiência (milhões) |
| ------------ | ------------ | ------------------------------------------------------------ | ---------------- | -------------------------------------- | ----------------------- | ------------------- |
| 1            | 1            | "Pilot" "Piloto" (BR)                                        | Michael Offer    | Peter Nowalk                           | 25 de setembro de 2014  | 14.12               |
| 2            | 2            | "It's All Her Fault" "É tudo culpa dela" (BR)                | Bill D'Elia      | Peter Nowalk                           | 2 de outubro de 2014    | 11.94               |
| 3            | 3            | "Smile, or Go to Jail" "Sorria ou vá para a cadeia" (BR)     | Randy Zisk       | Rob Fresco                             | 9 de outubro de 2014    | 10.81               |
| 4            | 4            | "Let's Get to Scooping" "Vamos dar uma espiada" (BR)         | Laura Innes      | Erika Green Swafford                   | 16 de outubro de 2014   | 9.79                |
| 5            | 5            | "We're Not Friends" "Nós não somos amigos" (BR)              | Mike Listo       | Tracey A. Bellomo                      | 23 de outubro de 2014   | 9.97                |
| 6            | 6            | "Freakin' Whack-a-Mole" "Maldito esconde-esconde" (BR)       | Bill D'Elia      | Michael Foley                          | 30 de outubro de 2014   | 8.68                |
| 7            | 7            | "He Deserved to Die" "Ele mereceu morrer" (BR)               | Eric Stoltz      | Warren Hsu Leonard                     | 6 de novembro de 2014   | 9.18                |
| 8            | 8            | "He Has a Wife" "Ele tem uma esposa" (BR)                    | Debbie Allen     | Doug Stockstill                        | 13 de novembro de 2014  | 9.25                |
| 9            | 9            | "Kill Me, Kill Me, Kill Me" "Me mate, me mate, me mate" (BR) | Stephen Williams | Michael Foley & Erika Green Swafford   | 20 de novembro de 2014  | 9.82                |
| 10           | 10           | "Hello Raskolnikov" "Olá, Raskolnikov" (BR)                  | Michael Offer    | Marcus Dalzine                         | 29 de janeiro de 2015   | 9.18                |
| 11           | 11           | "Best Christmas Ever" "O melhor Natal de todos!" (BR)        | Michael Katleman | Tracey A. Bellomo & Warren Hsu Leonard | 5 de fevereiro de 2015  | 8.34                |
| 12           | 12           | "She's a Murderer" "Ela é uma assassina" (BR)                | Bill D'Elia      | Erika Harrison                         | 12 de fevereiro de 2015 | 8.44                |
| 13           | 13           | "Mama's Here Now" "A mamãe chegou" (BR)                      | Mike Listo       | Erika Green Swafford & Doug Stockstill | 19 de fevereiro de 2015 | 8.86                |
| 14           | 14           | "The Night Lila Died" "A noite em que Lila morreu" (BR)      | Laura Innes      | Michael Foley                          | 26 de fevereiro de 2015 | 8.99                |
| 15           | 15           | "It's All My Fault" "É tudo culpa minha" (BR)                | Bill D'Elia      | Peter Nowalk                           | 26 de fevereiro de 2015 | 8.99                |

### 2ª temporada (2015–2016)
| N.º na série | N.º na temp. | Título                                                                       | Dirigido por       | Escrito por                          | Exibição original       | Audiência (milhões) |
| ------------ | ------------ | ---------------------------------------------------------------------------- | ------------------ | ------------------------------------ | ----------------------- | ------------------- |
| 16           | 1            | "It's Time to Move On" "Hora de seguir em frente" (BR)                       | Bill D'Elia        | Peter Nowalk                         | 24 de setembro de 2015  | 8.38                |
| 17           | 2            | "She's Dying" "Ela está morrendo" (BR)                                       | Rob Hardy          | Erika Green Swafford                 | 1 de outubro de 2015    | 7.53                |
| 18           | 3            | "It's Called the Octopus" "O polvo" (BR)                                     | John Terlesky      | Joe Fazzio                           | 8 de outubro de 2015    | 7.22                |
| 19           | 4            | "Skanks Get Shanked" "Melhor amiga" (BR)                                     | Stephen Williams   | Angela Robinson                      | 15 de outubro de 2015   | 6.81                |
| 20           | 5            | "Meet Bonnie" "Conheça Bonnie" (BR)                                          | Stephen Cragg      | Sarah L. Thompson                    | 22 de outubro de 2015   | 6.95                |
| 21           | 6            | "Two Birds, One Millstone" "Dois coelhos, uma cajadada" (BR)                 | Mike Listo         | Michael Foley                        | 29 de outubro de 2015   | 6.27                |
| 22           | 7            | "I Want You to Die" "Quero que você morra" (BR)                              | Kevin Bray         | Warren Hsu Leonard                   | 5 de novembro de 2015   | 6.49                |
| 23           | 8            | "Hi, I'm Philip" "Oi, eu sou Philip" (BR)                                    | Jennifer Getzinger | Tanya Saracho                        | 12 de novembro de 2015  | 6.71                |
| 24           | 9            | "What Did We Do?" "O que foi que fizemos?" (BR)                              | Bill D'Elia        | Michael Foley & Erika Green Swafford | 19 de novembro de 2015  | 7.19                |
| 25           | 10           | "What Happened to You, Annalise?" "O que aconteceu com você, Annalise?" (BR) | Laura Innes        | J. C. Lee                            | 11 de fevereiro de 2016 | 5.82                |
| 26           | 11           | "She Hates Us" "Ela nos odeia" (BR)                                          | Bill D'Elia        | Erika Harrison                       | 18 de fevereiro de 2016 | 4.88                |
| 27           | 12           | "It's a Trap" "É uma cilada" (BR)                                            | Mike Listo         | Joe Fazzio & Tanya Saracho           | 25 de fevereiro de 2016 | 4.86                |
| 28           | 13           | "Something Bad Happened" "Algo ruim aconteceu" (BR)                          | Zetna Fuentes      | Michael Foley & Warren Hsu Leonard   | 3 de março de 2016      | 4.53                |
| 29           | 14           | "There's My Baby" "Este é o meu bebê" (BR)                                   | Stephen Williams   | J. C. Lee & Erika Harrison           | 10 de março de 2016     | 4.80                |
| 30           | 15           | "Anna Mae"                                                                   | Bill D'Elia        | Peter Nowalk                         | 17 de março de 2016     | 5.29                |

### 3ª temporada (2016–2017)
| N.º na série | N.º na temp. | Título                                                                       | Dirigido por          | Escrito por          | Exibição original       | Audiência (milhões) |
| ------------ | ------------ | ---------------------------------------------------------------------------- | --------------------- | -------------------- | ----------------------- | ------------------- |
| 31           | 1            | "We're Good People Now" "Agora somos pessoas boas" (BR)                      | Bill D'Elia           | Peter Nowalk         | 22 de setembro de 2016  | 5.11                |
| 32           | 2            | "There Are Worse Things Than Murder" "Coisas piores do que assassinato" (BR) | Zetna Fuentes         | Angela Robinson      | 29 de setembro de 2016  | 4.33                |
| 33           | 3            | "Always Bet Black" "Sempre aposte no preto" (BR)                             | Stephen Cragg         | Joe Fazzio           | 6 de outubro de 2016    | 4.40                |
| 34           | 4            | "Don't Tell Annalise" "Não conte para a Annalise" (BR)                       | Kevin Rodney Sullivan | Erika Green Swafford | 13 de outubro de 2016   | 4.00                |
| 35           | 5            | "It's About Frank" "É sobre o Frank" (BR)                                    | Jann Turner           | J. C. Lee            | 20 de outubro de 2016   | 4.29                |
| 36           | 6            | "Is Someone Really Dead?" "Alguém morreu mesmo?" (BR)                        | Sharat Raju           | Fernanda Coppel      | 27 de outubro de 2016   | 4.07                |
| 37           | 7            | "Call It Mother's Intuition" "Intuição de mãe" (BR)                          | Mike Smith            | Erika Harrison       | 3 de novembro de 2016   | 4.08                |
| 38           | 8            | "No More Blood" "Chega de sangue" (BR)                                       | Jet Wilkinson         | Morenike Balogun     | 10 de novembro de 2016  | 4.32                |
| 39           | 9            | "Who's Dead?" "Quem morreu?" (BR)                                            | Bill D'Elia           | Michael Foley        | 17 de novembro de 2016  | 4.95                |
| 40           | 10           | "We're Bad People" "Somos pessoas más" (BR)                                  | Jennifer Getzinger    | Sarah L. Thompson    | 26 de janeiro de 2017   | 5.41                |
| 41           | 11           | "Not Everything's About Annalise" "Nem tudo é sobre a Annalise" (BR)         | Nicole Rubio          | Abby Ajayi           | 2 de fevereiro de 2017  | 4.69                |
| 42           | 12           | "Go Cry Somewhere Else" "Vá chorar em outro lugar" (BR)                      | Cherie Nowlan         | Daniel Robinson      | 9 de fevereiro de 2017  | 4.92                |
| 43           | 13           | "It's War" "É guerra" (BR)                                                   | Hanelle Culpepper     | Brendan Kelly        | 16 de fevereiro de 2017 | 4.66                |
| 44           | 14           | "He Made a Terrible Mistake" "Ele cometeu um grande erro" (BR)               | Jet Wilkinson         | Joe Fazzio           | 23 de fevereiro de 2017 | 4.92                |
| 45           | 15           | "Wes"                                                                        | Bill D'Elia           | Peter Nowalk         | 23 de fevereiro de 2017 | 4.92                |

### 4ª temporada (2017–2018)
| N.º na série | N.º na temp. | Título                                                                              | Dirigido por     | Escrito por                          | Exibição original      | Audiência (milhões) |
| ------------ | ------------ | ----------------------------------------------------------------------------------- | ---------------- | ------------------------------------ | ---------------------- | ------------------- |
| 46           | 1            | "I'm Going Away" "Estou indo embora" (BR)                                           | Jet Wilkinson    | Peter Nowalk                         | 28 de setembro de 2017 | 3.96                |
| 47           | 2            | "I'm Not Her" "Eu não sou ela" (BR)                                                 | Paris Barclay    | Maya Goldsmith                       | 5 de outubro de 2017   | 3.88                |
| 48           | 3            | "It's for the Greater Good" "É para um bem maior" (BR)                              | Nicole Rubio     | Erika Harrison                       | 12 de outubro de 2017  | 3.88                |
| 49           | 4            | "Was She Ever Good at Her Job?" "Ela já foi competente no trabalho?" (BR)           | Mike Smith       | Michael Russo                        | 19 de outubro de 2017  | 3.56                |
| 50           | 5            | "I Love Her" "Eu a amo" (BR)                                                        | Lexi Alexander   | Sarah L. Thompson                    | 26 de outubro de 2017  | 3.56                |
| 51           | 6            | "Stay Strong, Mama" "Aguenta firme, mamãe" (BR)                                     | Cherie Nowlan    | Morenike Balogun                     | 2 de novembro de 2017  | 3.56                |
| 52           | 7            | "Nobody Roots for Goliath" "Ninguém torce pelo Golias" (BR)                         | Nzingha Stewart  | Daniel Robinson                      | 9 de novembro de 2017  | 3.71                |
| 53           | 8            | "Live. Live. Live." "Viva. Viva. Viva." (BR)                                        | Rob Hardy        | Joe Fazzio                           | 16 de novembro de 2017 | 3.72                |
| 54           | 9            | "He's Dead" "Ele morreu" (BR)                                                       | Jet Wilkinson    | Abby Ajayi                           | 18 de janeiro de 2018  | 3.80                |
| 55           | 10           | "Everything We Did Was for Nothing" "Tudo que fizemos foi em vão" (BR)              | Jonathan Brown   | Matthew Cruz                         | 25 de janeiro de 2018  | 3.54                |
| 56           | 11           | "He's a Bad Father" "Ele é um péssimo pai" (BR)                                     | Marta Cunningham | Maya Goldsmith                       | 1 de fevereiro de 2018 | 3.68                |
| 57           | 12           | "Ask Him About Stella" "Pergunte a ele sobre Stella" (BR)                           | Stephen Cragg    | Tess Leibowitz                       | 8 de fevereiro de 2018 | 3.26                |
| 58           | 13           | "Lahey v. Commonwealth of Pennsylvania" "Lahey contra o estado da Pensilvânia" (BR) | Zetna Fuentes    | Morenike Balogun & Sarah L. Thompson | 1 de março de 2018     | 4.14                |
| 59           | 14           | "The Day Before He Died" "O dia antes dele morrer" (BR)                             | Scott Printz     | Joe Fazzio                           | 8 de março de 2018     | 3.36                |
| 60           | 15           | "Nobody Else Is Dying" "Ninguém mais vai morrer" (BR)                               | Jet Wilkinson    | Peter Nowalk                         | 15 de março de 2018    | 3.83                |

### 5ª temporada (2018–2019)
| N.º na série | N.º na temp. | Título                                                                              | Dirigido por       | Escrito por                       | Exibição original       | Audiência (milhões) |
| ------------ | ------------ | ----------------------------------------------------------------------------------- | ------------------ | --------------------------------- | ----------------------- | ------------------- |
| 61           | 1            | "Your Funeral" "Seu funeral" (BR)                                                   | Stephen Cragg      | Peter Nowalk                      | 27 de setembro de 2018  | 2.93                |
| 62           | 2            | "Whose Blood Is That?" "De quem é esse sangue?" (BR)                                | Mike Smith         | Sarah L. Thompson                 | 4 de outubro de 2018    | 3.02                |
| 63           | 3            | "The Baby Was Never Dead" "O bebê não morreu" (BR)                                  | Valerie Weiss      | Erika Harrison                    | 11 de outubro de 2018   | 3.22                |
| 64           | 4            | "It's Her Kid" "É o filho dela" (BR)                                                | Cherie Nowlan      | Maisha Closson                    | 18 de outubro de 2018   | 2.74                |
| 65           | 5            | "It Was the Worst Day of My Life" "O pior dia da minha vida" (BR)                   | Laura Innes        | Michael Russo                     | 25 de outubro de 2018   | 2.93                |
| 66           | 6            | "We Can Find Him" "Nós podemos encontrá-lo" (BR)                                    | Jonathan Brown     | Tess Leibowitz                    | 1 de novembro de 2018   | 2.86                |
| 67           | 7            | "I Got Played" "Eu fui manipulada" (BR)                                             | Eric Laneuville    | Maya Goldsmith                    | 8 de novembro de 2018   | 3.02                |
| 68           | 8            | "I Want to Love You Until the Day I Die" "Quero te amar até a morte" (BR)           | Stephen Cragg      | Joe Fazzio                        | 15 de novembro de 2018  | 3.13                |
| 69           | 9            | "He Betrayed Us Both" "Ele traiu nós dois" (BR)                                     | John Terlesky      | Daniel Robinson                   | 17 de janeiro de 2019   | 2.84                |
| 70           | 10           | "Don't Go Dark on Me" "Não quero seu lado obscuro" (BR)                             | Cherie Nowlan      | Sara Rose Feinberg                | 24 de janeiro de 2019   | 2.74                |
| 71           | 11           | "Be the Martyr" "Seja o mártir" (BR)                                                | Alrick Riley       | Matthew Cruz                      | 31 de janeiro de 2019   | 2.58                |
| 72           | 12           | "We Know Everything" "Nós sabemos de tudo" (BR)                                     | Jennifer Getzinger | Michael Russo & Sarah L. Thompson | 7 de fevereiro de 2019  | 2.74                |
| 73           | 13           | "Where Are Your Parents?" "Os pais de vocês" (BR)                                   | DeMane Davis       | Maya Goldsmith & Daniel Robinson  | 14 de fevereiro de 2019 | 2.57                |
| 74           | 14           | "Make Me the Enemy" "Eu sou o inimigo" (BR)                                         | Mike Smith         | Erika Harrison & Matthew Cruz     | 21 de fevereiro de 2019 | 2.56                |
| 75           | 15           | "Please Say No One Else Is Dead" "Por favor, diga que não morreu mais ninguém" (BR) | Stephen Cragg      | Joe Fazzio                        | 28 de fevereiro de 2019 | 2.76                |

### 6ª temporada (2019–2020)
| N.º na série | N.º na temp. | Título | Dirigido por      | Escrito por                        | Exibição original      | Audiência (milhões) |
| ------------ | ------------ | --- | ----------------- | ---------------------------------- | ---------------------- | ------------------- |
| 76           | 1            | "Say Goodbye" "Digam adeus" (BR)                                                                          | Stephen Cragg     | Sarah L. Thompson                  | 26 de setembro de 2019 | 2.43                |
| 77           | 2            | "Vivian's Here" "Vivian está aqui" (BR)                                                                   | Mike Smith        | Michael Russo                      | 3 de outubro de 2019   | 2.56                |
| 78           | 3            | "Do You Think I'm a Bad Man?" "Você acha que sou um homem ruim?" (BR)                                     | Catriona McKenzie | Daniel Robinson                    | 10 de outubro de 2019  | 2.23                |
| 79           | 4            | "I Hate the World" "Eu odeio o mundo" (BR)                                                                | Scott Printz      | Matthew Cruz                       | 17 de outubro de 2019  | 2.10                |
| 80           | 5            | "We're All Gonna Die" "Todos nós vamos morrer" (BR)                                                       | Felix Alcala      | Sara Rose Feinberg                 | 24 de outubro de 2019  | 2.25                |
| 81           | 6            | "Family Sucks" "Família é uma droga" (BR)                                                                 | Laura Innes       | Vanessa James Benton               | 31 de outubro de 2019  | 2.16                |
| 82           | 7            | "I'm the Murderer" "Sou o assassino" (BR)                                                                 | Lily Mariye       | Laurence Andries                   | 7 de novembro de 2019  | 2.21                |
| 83           | 8            | "I Want to Be Free" "Quero ser livre" (BR)                                                                | Alrick Riley      | Hadi Nicholas Deeb                 | 14 de novembro de 2019 | 2.28                |
| 84           | 9            | "Are You the Mole?" "Você é a informante?" (BR)                                                           | Stephen Cragg     | Maisha Closson                     | 21 de novembro de 2019 | 2.16                |
| 85           | 10           | "We're Not Getting Away With It" "Não vamos nos safar desta" (BR)                                         | Sheelin Choksey   | Tess Leibowitz                     | 2 de abril de 2020     | 2.91                |
| 86           | 11           | "The Reckoning" "O acerto de contas" (BR)                                                                 | DeMane Davis      | Inda Craig-Galvan                  | 9 de abril de 2020     | 2.78                |
| 87           | 12           | "Let's Hurt Him" "Vamos pegá-lo" (BR)                                                                     | Janice Cooke      | Daniel Robinson & Matthew Cruz     | 16 de abril de 2020    | 2.81                |
| 88           | 13           | "What If Sam Wasn't the Bad Guy This Whole Time?" "E se Sam não tiver sido o vilão esse tempo todo?" (BR) | Dawn Wilkinson    | Ricardo C. Lara                    | 30 de abril de 2020    | 2.77                |
| 89           | 14           | "Annalise Keating Is Dead" "Annalise Keating está morta" (BR)                                             | John Terlesky     | Sarah L. Thompson & Tess Leibowitz | 7 de maio de 2020      | 2.69                |
| 90           | 15           | "Stay" "Fique" (BR)                                                                                       | Stephen Cragg     | Peter Nowalk                       | 14 de maio de 2020     | 3.20                |

## Audiência
| Temporada | Temporada | Ep. 1 | Ep. 2 | Ep. 3 | Ep. 4 | Ep. 5 | Ep. 6 | Ep. 7 | Ep. 8 | Ep. 9 | Ep. 10 | Ep. 11 | Ep. 12 | Ep. 13 | Ep. 14 | Ep. 15 | Audiência |
| --------- | --------- | ----- | ----- | ----- | ----- | ----- | ----- | ----- | ----- | ----- | ------ | ------ | ------ | ------ | ------ | ------ | --------- |
|           | 1         | 14.12 | 11.94 | 10.81 | 9.79  | 9.97  | 8.68  | 9.18  | 9.25  | 9.82  | 9.18   | 8.34   | 8.44   | 8.86   | 8.99   | 8.99   | 9.76      |
|           | 2         | 8.38  | 7.53  | 7.22  | 6.81  | 6.95  | 6.27  | 6.49  | 6.71  | 7.19  | 5.82   | 4.88   | 4.86   | 4.53   | 4.80   | 5.29   | 6.25      |
|           | 3         | 5.11  | 4.33  | 4.40  | 4.00  | 4.29  | 4.07  | 4.08  | 4.32  | 4.95  | 5.41   | 4.69   | 4.92   | 4.66   | 4.92   | 4.92   | 4.61      |
|           | 4         | 3.96  | 3.88  | 3.88  | 3.56  | 3.56  | 3.56  | 3.71  | 3.72  | 3.80  | 3.54   | 3.68   | 3.26   | 4.14   | 3.36   | 3.83   | 3.70      |
|           | 5         | 2.93  | 3.02  | 3.22  | 2.74  | 2.93  | 2.86  | 3.02  | 3.13  | 2.84  | 2.74   | 2.58   | 2.74   | 2.57   | 2.56   | 2.76   | 2.84      |
|           | 6         | 2.43  | 2.56  | 2.23  | 2.10  | 2.25  | 2.16  | 2.21  | 2.28  | 2.16  | 2.91   | 2.78   | 2.81   | 2.77   | 2.69   | 3.20   | ASD       |